# Trofeo Zsšdi
Le Trofeo Zsšdi (en slovène : Trofeja Združenja slovenskih športnih društev v Italiji, en français : trophée des clubs cyclistes slovènes d'Italie)  est une course cycliste italienne disputée à Trieste. Créé en 1977, il est organisé par l'ASD Gruppo Ciclistico Kolesarski Klub Adria. C'était une course amateur jusqu'en 2004. Il fait partie de l'UCI Europe Tour depuis 2005, en catégorie 1.2. Il est par conséquent ouvert aux équipes continentales professionnelles italiennes, aux équipes continentales, à des équipes nationales et à des équipes régionales ou de clubs. Les UCI ProTeams (première division) ne peuvent pas participer.

## Palmarès
| Année | Vainqueur           | Deuxième               | Troisième            |
| ----- | ------------------- | ---------------------- | -------------------- |
| 1977  | Atos Santarosa      | Gastone Martini        | Andreas Lubech       |
| 1978  | Pierluigi Sala      | Orfeo Pizzoferrato     | Alessandro Mainetti  |
| 1979  | Ivica Colig         | Fioreno Geremia        | Bruno Bulic          |
| 1980  | Francisco Caneva    | Giovanni Moro          | Piero Ghibaudo       |
| 1981  | Mauro Longo         | Maurizio Orlandi       | Giuliano Pavanello   |
| 1982  | Mauro Longo         | Ivan Mazzocco          | Daniele Del Ben      |
| 1983  | Bruno Bulic         | Primož Čerin           | Ivan Mazzocco        |
| 1984  | Gabriele Ragusa     | Primož Čerin           | Sandi Papež          |
| 1985  | Federico Ghiotto    | Primož Čerin           | Massimo Favaretto    |
| 1986  | Maurizio Fondriest  | Moravio Pianegonda     | Massimo Favaretto    |
| 1987  | Fausto Boreggio     | Tiberio Savoia         | Fabio Parise         |
| 1988  | Flavio Milan        | Diego Bittante         | Gianni Vignaduzzi    |
| 1989  | Fabio Baldato       | Flavio Milan           | Ivan Beltrami        |
| 1990  | Fabio Baldato       | Gianluca Bordignon     | Massimo Strazzer     |
| 1991  | Biagio Conte        | Giovanni Lombardi      | Ales Pagon           |
| 1992  | Fabio Casartelli    | Alessandro Bertolini   | Davide Rebellin      |
| 1993  | Biagio Conte        | Mauro Bettin           | Mauro Radaelli       |
| 1994  | Sergio Previtali    | Federico Tozzo         | Claudio Camin        |
| 1995  | Luca Prada          | Walter Pedroni         | Leonardo Calzavara   |
| 1996  | Giuliano Figueras   | Alessandro Spezialetti | Andrej Hauptman      |
| 1997  | Simone Simonetti    | Emanuele Lupi          | Tadej Kriznar        |
| 1998  | Flavio Zandarin     | Raffaele Ferrara       | Martin Fischerlehner |
| 1999  | Maurizio Bachini    | Roberto Savoldi        | Dimitri Galkin       |
| 2000  | Pavel Zerzan        | Aleksander Parfimovic  | Franco Pellizotti    |
| 2001  | Pas de course       |                        |                      |
| 2002  | Daniele Pietropolli | Luca Gianbelli         | Andrea Moletta       |
| 2003  | Alessandro Ballan   | Daniel Zych            | Luca Conati          |
| 2004  | Elia Rigotto        | Dario Benenati         | Branko Filip         |
| 2005  | Maurizio Biondo     | Matteo Priamo          | Gene Bates           |
| 2006  | Marco Bandiera      | Breno Sidoti           | Filippo Savini       |
| 2007  | Simone Ponzi        | Massimo Iannetti       | Jure Kocjan          |
| 2008  | Manuele Boaro       | Matija Kvasina         | Gianluca Brambilla   |
| 2009  | Tomislav Dančulović | Esad Hasanović         | Gianluca Brambilla   |
| 2010  | Marko Kump          | Matej Gnezda           | Marco Canola         |
| 2011  | Enrico Battaglin    | Sonny Colbrelli        | Luca Benedetti       |
| 2012  | Patrick Facchini    | Sergey Rudaskov        | Blaž Furdi           |